# Synidotea magnifica
Synidotea magnifica är en kräftdjursart som beskrevs av Menzies och Barnard 1959. Synidotea magnifica ingår i släktet Synidotea och familjen tånglöss. Inga underarter finns listade i Catalogue of Life.